# Первомайське (Енгельський район)
Первомайське (рос. Плодосовхоз) — селище у Енгельському районі Саратовської області Російської Федерації.
Населення становить 154 особи. Належить до муніципального утворення місто Енгельс.

## Історія
Населений пункт розташований у межах українського історичного та культурного регіону Жовтий Клин.
До 1941 року належав до АРСР Німців Поволжя. Орган місцевого самоврядування від 2004 року — місто Енгельс.

## Населення
| 2010 | 2019 |
| ---- | ---- |
| 281  | ↗324 |